# Mala Kosnica
Mala Kosnica – wieś w Chorwacji, w żupanii zagrzebskiej, w mieście Velika Gorica. W 2011 roku liczyła 49 mieszkańców.